# ميخائيل ماسون
ميخائيل ماسون (بالإنجليزية: Michael Mason)‏ (27 أغسطس 1974 في نيوزيلندا - ) هو لاعب كريكت نيوزلندي. شارك مع منتخب نيوزيلندا الوطني للكريكت. أما مع النوادي، فقد لعب مع Central Districts cricket team ‏.

## وصلات خارجية
- ميخائيل ماسون على موقع إي آس بي آن كريك إنفو (الإنجليزية)